# Thaumatotibia
Thaumatotibia is een geslacht van vlinders uit de familie bladrollers (Tortricidae). De wetenschappelijke naam van het geslacht is voor het eerst geldig gepubliceerd in 1915 door Zacher.
De typesoort van het geslacht is Thaumatotibia roerigi Zacher, 1915

## Soorten
- Thaumatotibia aclita
- Thaumatotibia agriochlora
- Thaumatotibia apicinudana
- Thaumatotibia batrachopa
- Thaumatotibia chaomorpha
- Thaumatotibia citrogramma
- Thaumatotibia colivora
- Thaumatotibia dolichogonia
- Thaumatotibia ecnomia
- Thaumatotibia encarpa
- Thaumatotibia etiennei
- Thaumatotibia eutacta
- Thaumatotibia fulturana
- Thaumatotibia hemitoma
- Thaumatotibia leucotreta - Afrikaanse fruitmot
- Thaumatotibia macrogona
- Thaumatotibia macrops
- Thaumatotibia nannophthalma
- Thaumatotibia nythobia
- Thaumatotibia roerigi
- Thaumatotibia salaciae
- Thaumatotibia zophophanes

### Niet meer in dit geslacht
- Thaumatotibia spinai Razowski & Trematerra, 2010 = Thaumatovalva spinai[1]